# Évry-Grégy-sur-Yerre
Évry-Grégy-sur-Yerre är en kommun i departementet Seine-et-Marne i regionen Île-de-France i norra Frankrike. Kommunen ligger i kantonen Brie-Comte-Robert som tillhör arrondissementet Melun. År 2022 hade Évry-Grégy-sur-Yerre 3 236 invånare.

## Befolkningsutveckling
Antalet invånare i kommunen Évry-Grégy-sur-Yerre
| Referens: INSEE |